# Novembre 1903

## Événements
- 3 novembre :
  - Indépendance du Panamá. Les États-Unis suscitent une révolte « opportune » à Panama où la Colombie persiste à leur refuser la construction d’un canal.
  - Soumission des Touaregs Ifoghas de l'Adrar[1].
    - Révolte des Touaregs de Illi, chef des Ifoghas. Après leur soumission, les Ifogha sont rattachés au territoire militaire de Tombouctou et un poste est créé à Kidal.

  - Gouvernement István Tisza en Hongrie (fin en 1905).

- 5 novembre : à Dourdan, Arthur Duray établit un nouveau record de vitesse terrestre : 136,36 km/h.

- 11 novembre : traité de Petrópolis entre la Bolivie et le Brésil.

- 18 novembre : le traité Hay-Bunau-Varilla accorde aux États-Unis, à perpétuité le contrôle et l'exploitation du canal de Panama. Le Panama est sous protectorat américain (1903-1939).

- 24 novembre[2] : décret Roume, arrêté portant création du système scolaire en AOF. L’enseignement donné aux Africains est principalement technique et professionnel.

## Naissances
- 7 novembre : Konrad Lorenz, biologiste et zoologiste autrichien, père de l'éthologie († 27 février 1989).
- 9 novembre : Léon-Etienne Duval, cardinal français, archevêque d'Alger († 30 mai 1996).

## Décès
- 1er novembre : Theodor Mommsen, historien allemand (° 30 novembre 1817).
- 8 novembre : Louis François Rodrigue Masson, lieutenant-gouverneur du Québec.
- 13 novembre : Camille Pissarro, peintre impressionniste puis néo-impressionniste français (° 10 juillet 1830).
- 16 novembre : Shirley Baker, auteur de la Constitution des Tonga, et premier ministre de 1880 à 1890. (° 1836)
- 25 novembre : Joseph Stallaert, peintre belge (° 19 mars 1825).